# Cephalopsetta ventrocellatus
Cephalopsetta ventrocellatus är en fiskart som beskrevs av A.K. Dutt och Rao, 1965. Cephalopsetta ventrocellatus ingår i släktet Cephalopsetta och familjen Paralichthyidae. Inga underarter finns listade i Catalogue of Life.